# Xyropteris stortii
Xyropteris stortii är en ormbunkeart som först beskrevs av Cornelis Rugier Willem Karel van Alderwerelt van Rosenburgh, och fick sitt nu gällande namn av Kramer. Xyropteris stortii ingår i släktet Xyropteris och familjen Lindsaeaceae. Inga underarter finns listade.